# 武蔵真之介
武蔵 真之介（むさし しんのすけ、12月7日 - ）は、日本の男性声優。京都府京都市出身。賢プロダクション所属。賢プロダクション所属の声優による絵本の読み聞かせをする「けんけんぱーく」のメンバーである。

## 略歴
京都府京都市で生まれ育った。
学生時代はスポーツに励み、水泳と剣道を長年続けていた。剣道については警察学校の道場に入門する程のめり込んでいた。
スクールデュオ16期生。

## 人物
特技・趣味は温泉巡り、剣道二段、eスポーツ、ドライブ、格闘技観戦。
大の車好きでもある。様々な車をレンタルし、ドライブのみならずボンネットなどを開け観察することも好んでいる。
幼少期から多くの心霊体験を経験している。

## 出演

### テレビアニメ
2017年
- 鬼平（番人B）
- 進撃の巨人（駐屯兵）
- 僕のヒーローアカデミア（2017年 - 2019年、プロヒーロー、男子生徒） - 2シリーズ
- かみさまみならい ヒミツのここたま（歩太の父）
- 活撃 刀剣乱舞
- パズドラクロス（店員）
- 戦刻ナイトブラッド（村人）
- 縁結びの妖狐ちゃん
- トミカハイパーレスキュー ドライブヘッド 機動救急警察（作業員）

2018年
- 銀魂. （町人）
- 若おかみは小学生!（父親、観客）
- 新幹線変形ロボ シンカリオン（2018年 - 2021年、明石カイセイ） - 2シリーズ
- BANANA FISH（研究員、部下、警備員、フロッグ、報道官）
- 名探偵コナン（2018年 - 2023年、機動隊員、大川、スタッフ、医師、光本猛志、職員）

2019年
- ブギーポップは笑わない（ピエロ、篠北周夫）
- ヴィンランド・サガ（アシュラッド傭兵団員、イングランド兵、ジャバザ軍兵士、ゴルムの村 村人、トルケル隊ヴァイキング）

2020年
- GO!GO!アトム
- まえせつ!（宿泊客）
- 魔法科高校の劣等生 来訪者編（アナウンサー、防諜三課工作員）

2021年
- 白い砂のアクアトープ（関係者）

2022年
- 盾の勇者の成り上がり（伝令C）
- メイドインアビス 烈日の黄金郷
- 弱虫ペダル LIMIT BREAK（記者）

2023年
- もういっぽん!
- 虚構推理 Season2（男A）
- 江戸前エルフ（タクシー運転手）

2023年
- ニンジャラ（兵士、メルウス兵）
- ポーション頼みで生き延びます!（村人）

2024年
- メタリックルージュ（レビ328、レジー・アバン）
- ゆびさきと恋々（先輩A）
- パズドラ（副船長）
- ドラえもん（テレビ朝日版第2期）（タレント②）
- この世界は不完全すぎる（衛兵）
- 青のミブロ（2024年 - 2025年、黒装束、町人、船蔵、会津藩士、西村 他）
- らんま1/2 (2024)（村人）
- メカウデ（アキ父、イリエ）
- ぷにるはかわいいスライム（キャスター）
- 忍たま乱太郎（町人）

2025年
- 外れスキル《木の実マスター》 〜スキルの実（食べたら死ぬ）を無限に食べられるようになった件について〜（冒険者）
- クレヨンしんちゃん（客A）
- 機動戦士Gundam GQuuuuuuX
- ある魔女が死ぬまで（マスコミ）
- 神統記（テオゴニア）（ラグ村兵士）
- 謎解きはディナーのあとで（招待客）
- 出禁のモグラ（おっさん幽霊）

### 劇場アニメ
- 劇場版 進撃の巨人 後編〜自由への翼〜（2015年、訓練兵 他）
- 映画 プリキュアオールスターズ みんなで歌う♪奇跡の魔法!（2016年）
- PEACE MAKER 鐵 前篇『想道〜オモウミチ〜』（2018年）
- 映画 プリキュアミラクルユニバース（2019年、パトロール隊員D）
- 天気の子（2019年）[20]
- メイドインアビス 深き魂の黎明（2020年、祈手）
- シン・エヴァンゲリオン劇場版𝄇（2021年[21]）
- しん次元! クレヨンしんちゃん THE MOVIE 超能力大決戦 〜とべとべ手巻き寿司〜（2023年）
- RABBITS KINGDOM THE MOVIE（2024年、ムース[22]）

### ゲーム
- ワールドギミック（2015年）
- 三国志大戦 乱世の群狼（2016年、太史享）[23]
- 崩壊3rd（2017年）
- 三国志ブラスト-少年ヒーローズ-（2020年、太史慈）
- 機動戦士ガンダム U.C. ENGAGE（2025年、ネオ・ジオン兵士[24]）

### ドラマCD
- 俺様レジデンス（執事）
- 東京カラーソニック!! Unit.3

### BLCD
- クロネコ彼氏のあふれ方（2017年、社長）
- おやすみアイドルくん（2017年、増田）
- 百と卍（2018年、八）
- 魔彼 MAKARE〜魔は来たりて彼を堕とす〜 地編「Hochmut」（2018年）
- カッコウの夢（2018年、名塚家 父[25]）

### 吹き替え

#### 映画
- アイリッシュ・ウィッシュ
- アンホーリー 忌まわしき聖地
- キングスマン:ファースト・エージェント（援護兵士[26]）
- KCIA 南山の部長たち（ロバート・アドラー〈ジェリー・レクター〉）
- ZOOMBIE ズーンビ ネクスト・レベル（アイザイア〈ピーター・スティクルス〉）
- STUBER/ストゥーバー
- スノー・ロワイヤル（バイキング〈トム・ベイトマン〉）
- ゾーン414
- ナイトメア・アリー[27]
- パープル・ハート（ブランドン）
- プロジェクト・パワー
- ベッキー、キレる（ショーン〈マット・エンジェル〉[28]）
- 真夜中のマグノリアで（マット）
- ワウンズ: 呪われたメッセージ

#### ドラマ
- アンディ・マック（ビクター）
- アンブレラ・アカデミー（ビーマン）
- イージー
- オール・アバウト・ワシントン（アーセニオ）
- オルタード・カーボン
- カウボーイビバップ
- CREEPSHOW/クリープショー
- ザ・ルーキー 40歳の新米ポリス!?2（ケイン）
- SEAL Team/シール・チーム
- JAILERS/ジェイラーズ
- SOOP
- SCORPION/スコーピオン
- スリーピー・ホロウ
- ダーク・マテリアルズ/黄金の羅針盤
- ドラキュラ伯爵
- ナウ・アポカリプス 〜夢か現実か!? ユリシーズと世界の終わり（ホームレス男）
- ハーレーはド真ん中
- POWER/パワー（グリマス）
- ハンナ 〜殺人兵器になった少女〜（レオ・ガーナ―）
- フィアー・ザ・ウォーキング・デッド
- ペーパー・ハウス・コリア: 統一通貨を奪え（デンバー）
- HOMELAND（ワイラー）
- ホイール・オブ・タイム（マクシム、ウーノ）
- YOU -君がすべて-（トーマス）
- リトル・ドラマー・ガール 愛を演じるスパイ（ポーリー）
- リメンバー〜記憶の彼方へ〜
- LUCIFER/ルシファー（ケイレブ）
- レポーター・ガール

#### アニメ
- アーケイン（クラガー）
- ウォーリーをさがせ!
- こちら、どうぶつたんていきょく
- スピリット: 自由に駆け抜けて -ライディング・アカデミ-（車掌）
- ビッグシティ・グリーン
- 百妖譜（笠の男）
- マーベル スパイダーマン

### ボイスコミック
- Beeマンガ 進撃の巨人（2015年）

### ナレーション
- サイデン化学 PR動画
- チームファイトタクティクス ギャラクシーセット紹介
- チームファイトタクティクスプレイ方法
- 地頭力を鍛える
- 東京技術協会
- 東京ブレイズ株式会社『温度制御可能なレーザーろう付き装置』 PR動画
- リーグ・オブ・レジェンド 課金では勝てないゲーム（セールスマン）
- リーグ・オブ・レジェンド フィドルスティックス トレーラー（兵士）

### ボイスオーバー
- 一獲千金!恐竜ハンター（アーロン）
- 移民国家は語る
- 解明リサーチ 氷河期の巨獣たち
- 結婚式なんてこわくない!（カーソン）
- サンダーランドこそ我が人生
- 地球ドラマチック
  - 「ファンタジーの世界〜魔法の王国の秘密〜」
  - 「大人になったらやりたいこと〜チョコレート店でお仕事体験〜」
- ディスカバリー傑作選
  - 「アラスカ・メガマシン」
  - 「ミラクル住宅リフォーム」
- Dope/ドープ
- ナショナル ジオグラフィック「バ科学 6」
- ナルコワールド: 麻薬取引の実態/Narcoworld: Dope Stories（アレフ）
- ハンティング・アトランティス
- BS世界のドキュメンタリー
  - 「オールブラックスの血統」（ブレイディ）
  - 「サンゴを救え!進化促進への期待」
  - 「めざせ!人気ユーチューバー」
- フィジカル100
- フリンチ: 怯んだら負け!
- ボクらを作ったクリスマス映画たち
- 未解決ミステリー（ロドニーイングリッシュ）
- ラスト・チャンス（ケリーバックマスター）
- ワールド極限ミステリー

### 映画
- シン・ゴジラ（2016年、無線）

### 舞台
- 劇団さぼてん「命を弄ぶ男ふたり」（繃帯をした男）
- 雲劇プロデュースユニット tou「ぬれぎぬ」（遠藤）
- ビジュアルアーツ大阪 卒業公演「アルジャーノンに花束を」（チャーリーゴードン）

### シリーズ一覧
1. ↑  第2期（2017年）、第4期（2019年）
2. ↑  第1期（2018年 - 2019年）、第2期『新幹線変形ロボ シンカリオンZ』（2021年 - 2022年）